# 해성국제컨벤션고등학교
해성국제컨벤션고등학교(海成國際컨벤션高等學校)는 대한민국 서울특별시 동대문구 전농동에 있는 사립 고등학교이다.

## 학교 연혁
- 1956년 3월 28일 : 재단법인 명신학원 설립
- 1958년 4월 4일 : 명신여자중학교 개교
- 1961년 4월 4일 : 명신여자상업고등학교 개교
- 1961년 10월 1일 : 오윤수 교장 취임
- 1962년 12월 27일 : 동대문구 전농동 90번지로 신축이전
- 1963년 7월 3일 : "덕화여자상업고등학교" 로 교명 변경
- 1963년 7월 12일 : 재단법인명을 "덕화학원"으로 변경
- 1964년 1월 24일 : 제1회 157명 졸업식
- 1972년 6월 17일 : 학교법인 "해성학원" 설립 및 단사천 이사장 취임
- 1974년 9월 2일 : 학교법인 "해성학원" 이 학교법인 "덕화학원" 을 합병, 해성여자상업고등학교로 교명 변경
- 1975년 4월 17일 : 강당, 도서실 및 특별교실 준공
- 1995년 3월 1일 : "해성여자전산상업고등학교" 로 교명 변경(상업과 4학급, 정보처리과 10학급, 총 42학급)
- 2002년 10월 7일 : 단재완 이사장 취임
- 2005년 3월 1일 : "해성여자상업고등학교" 로 교명 변경
- 2007년 3월 1일 : "해성국제컨벤션고등학교" 로 교명 변경
- 2018년 3월 5일 : 교육부 학교안전교육 연구학교 선정
- 2023년 2월 9일 : 제60회 졸업식(졸업생 192명, 총 졸업생 35,100명)
- 2023년 3월 2일 : 장석재 교장 취임

## 설치 학과
- 컨벤션경영과
- 컨벤션영어과
- 국제전시경영과
- 항공호텔과
- 방송공연과

## 참고 자료
- 해성국제컨벤션고등학교 - 한국교육학술정보원 학교알리미